# Shartegosuchoidea
De Shartegosuchoidea zijn een groep Crocodylomorpha.
De klade Shartegosuchoidea werd in 2018 door Dollman e.a. gedefinieerd als de groep bestaande uit de laatste gemeenschappelijke voorouder van Shartegosuchus, Shantungosuchus, Zosuchus en Sichuanosuchus; en al zijn afstammelingen.